# Recherche de défaut sur câbles

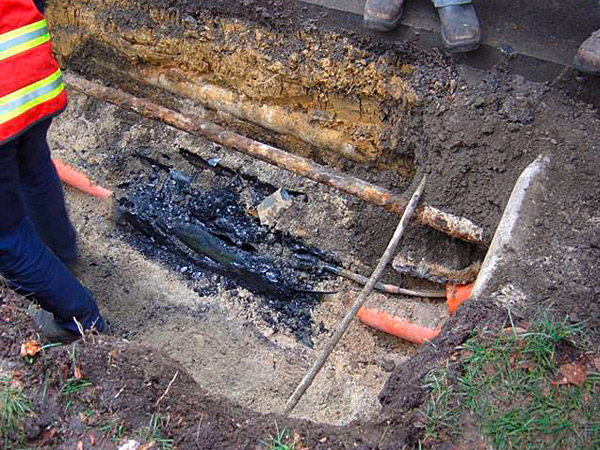
Câble souterrain endommagé par un arc électrique.

La recherche de défauts sur un câble électrique consiste à localiser précisément où se trouve le défaut. Sur un câble de grande longueur surtout enterré cela évite son remplacement et les frais s'y rapportant.

## Champ d'application
Cette investigation peut être faite sur tous types de câbles électriques :
- câbles d'énergie[1] basses et hautes tensions[2] ;
- câbles de télécommunications et de commandes[2],[3],[4] ;
- câbles sous-marins[1],[2] ;
- câbles chauffants[2]...

## Principe

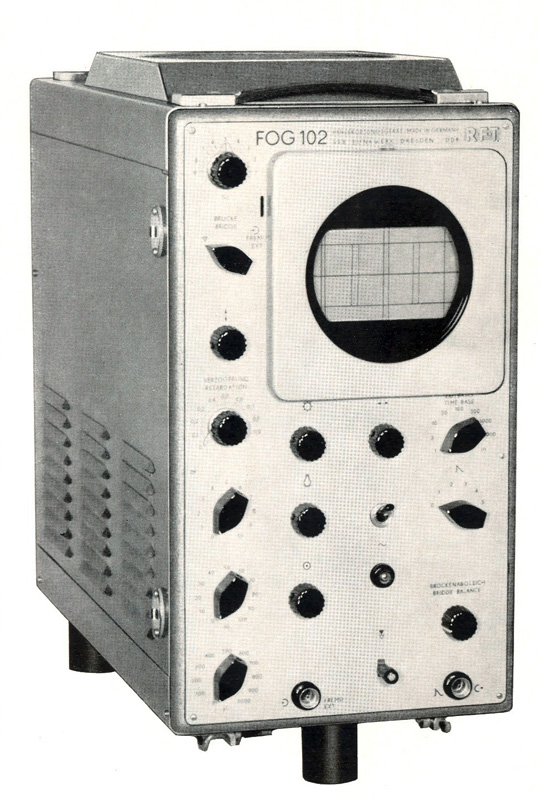
Appareil de recherche par échométrie (vers 1960).

Cette investigation présente des étapes bien précises :
1. identifier le défaut[1] : déterminer de quel type de défaut il s'agit ;
2. pré-localiser le défaut[1] : réduire la distance d'investigation entre 1 et 10 % de la longueur totale ;
3. localiser le défaut[1] : localiser précisément le défaut[5].

Certains procédés de mesure ne réalisent que les deux premières étapes, mais dans de nombreux cas, il faut réaliser plusieurs excavations et plusieurs coupures avant de trouver l'endroit précis du défaut.
Sur les réseaux BT et HT cette recherche peut se faire par échométrie (relaxation ou choc), thermographie infrarouge, génération d'impulsions haute tension (ondes de choc) ou mesures de champs électromagnétiques.

## Avantages
Gain de temps, économies et diminution de l'impact environnemental.